# Mary P. Anderson
Pour les articles homonymes, voir Anderson.
Mary Pikul Anderson est une hydrologue, géologue et professeure émérite d'hydrogéologie. Elle est membre de la Geological Society of America, de l'American Geophysical Union et de la National Academy of Engineering.

## Enfance et éducation
Mary Anderson est née le 30 septembre 1948 à Buffalo, dans l'État de New York. Elle obtient une licence à l'université d'État de New York à Buffalo en 1970. Elle obtient une maîtrise en 1971, et un doctorat en 1973 à l'université Stanford. Après un bref passage au Southampton College de l'université de Long Island, elle rejoint la faculté de l'université du Wisconsin à Madison en 1975 où elle est promue professeure en 1985.
Mary Anderson est élue membre de la National Academy of Engineering en 2006 pour son leadership dans le développement de modèles d'écoulement des eaux souterraines. Mary Anderson a également été présidente de la section hydrologie de l'American Geophysical Union de 1996 à 1998, et est rédactrice en chef de la revue Groundwater de 2002 à 2005.

## Recherche
Les recherches de Mary Anderson portent sur l'interaction entre les eaux souterraines et les lacs et sur l'application de modèles informatiques.
Elle est co-autrice de deux manuels, dont Introduction to Groundwater Modeling et Applied Groundwater Modeling, qui en est maintenant à sa 2e édition (2015). Elle est citée comme ayant fait de la modélisation des eaux souterraines un "outil fondamental des hydrologues praticiens".

### Publications sélectionnées
Mary Anderson, Mary P. ; Cherry, John A. (1979-11-01). "Using models to simulate the movement of contaminants through groundwater flow systems". C R C Critical Reviews in Environmental Control. 9 (2) : 97–156. DOI 10.1080/10643387909381669. ISSN 0007-8999.
Mary Anderson, Mary P. ; Cherry, John A. (1979-11-01). "Using models to simulate the movement of contaminants through groundwater flow systems". C R C Critical Reviews in Environmental Control. 9 (2) : 97–156. DOI 10.1080/10643387909381669. ISSN 0007-8999.
ANDERSON, MARY P. (1989-04-01). "Hydrogeologic facies models to delineate large-scale spatial trends in glacial and glaciofluvial sediments". Bulletin de la GSA. 101 (4) : 501-511. Bibcode:1989GSAB..101..501A. DOI 10.1130/0016-7606(1989)101<0501:HFMTDL>2.3.CO;2. ISSN 0016-7606.

## Prix et distinctions
- M. King Hubbert Award de l'Association of Groundwater Scientists and Engineers et de la National Ground Water Association (1992)[9]
- Prix O.E. Meinzer, Geological Society of America (1998)[10]
- Fellow, Société géologique d'Amérique [quand ?][11]
- Fellow, American Geophysical Union (1999)[12]
- Prix C.V. Theis, American Institute of Hydrology (2000)[13]
- Membre élu, National Academy of Engineering (2006)[2]
- Conférence Walter Langbein, American Geophysical Union (2007)[14]